# César Corredor
César Corredor es un comediante, cantante y locutor colombiano, reconocido principalmente por su larga asociación con el programa de humor Sábados felices, en el que logró la popularidad con su personaje de Barbarita.

## Biografía

### Inicios ySábados felices
Nacido en Bogotá, Corredor inicialmente quería dedicarse a una carrera en el fútbol profesional, pero convencido por su madre, decidió presentarse en el programa de humor Sábados felices en su adolescencia para concursar como comediante. Después de competir en varias oportunidades, logró vincularse al reparto principal de humoristas del programa a comienzos de la década de 1990.
Además de participar en sketches y en rutinas de comedia en vivo en el programa, Corredor logró reconocimiento por su interpretación de Barbarita, un personaje cuya principal característica es la imprudencia. En 2019 explicó que el personaje nació de una de sus imitaciones de la periodista Gloria Valencia de Castaño y del aspecto físico y personalidad de una vecina suya llamada Bárbara de Monroy.

### Otros proyectos
Paralelo a su trabajo en Sábados felices, Corredor se ha desempeñado como locutor radial, presentando un espacio sobre fútbol en la cadena Blu Radio titulado Fútbol con Humor, con César Corredor. También ha realizado giras de comedia en vivo por Colombia con su personaje Barbarita, y se ha desempeñado como cantante de música tropical como líder de la orquesta César Corredor y Su Son Gozón, con la que ha grabado algunos álbumes.